# Forreston (Texas)
Forreston (bis ca. 1895 Chambers Creek) ist eine unincorporated community im Ellis County im Bundesstaat Texas in den Vereinigten Staaten.

## Lage
Forreston liegt an der U.S. Route 77, rund 15 Kilometer südlich von Waxahachie. Umliegende Städte und Dörfer sind Waxahachie im Norden, Nash im Osten, Avalon im Südosten, Italy im Süden, Bell Branch im Westen und Five Points im Nordwesten. Unmittelbar westlich von Forreston liegt der Interstate-Highway 35E, an den Forreston mit einer Anschlussstelle angebunden ist.

## Geschichte

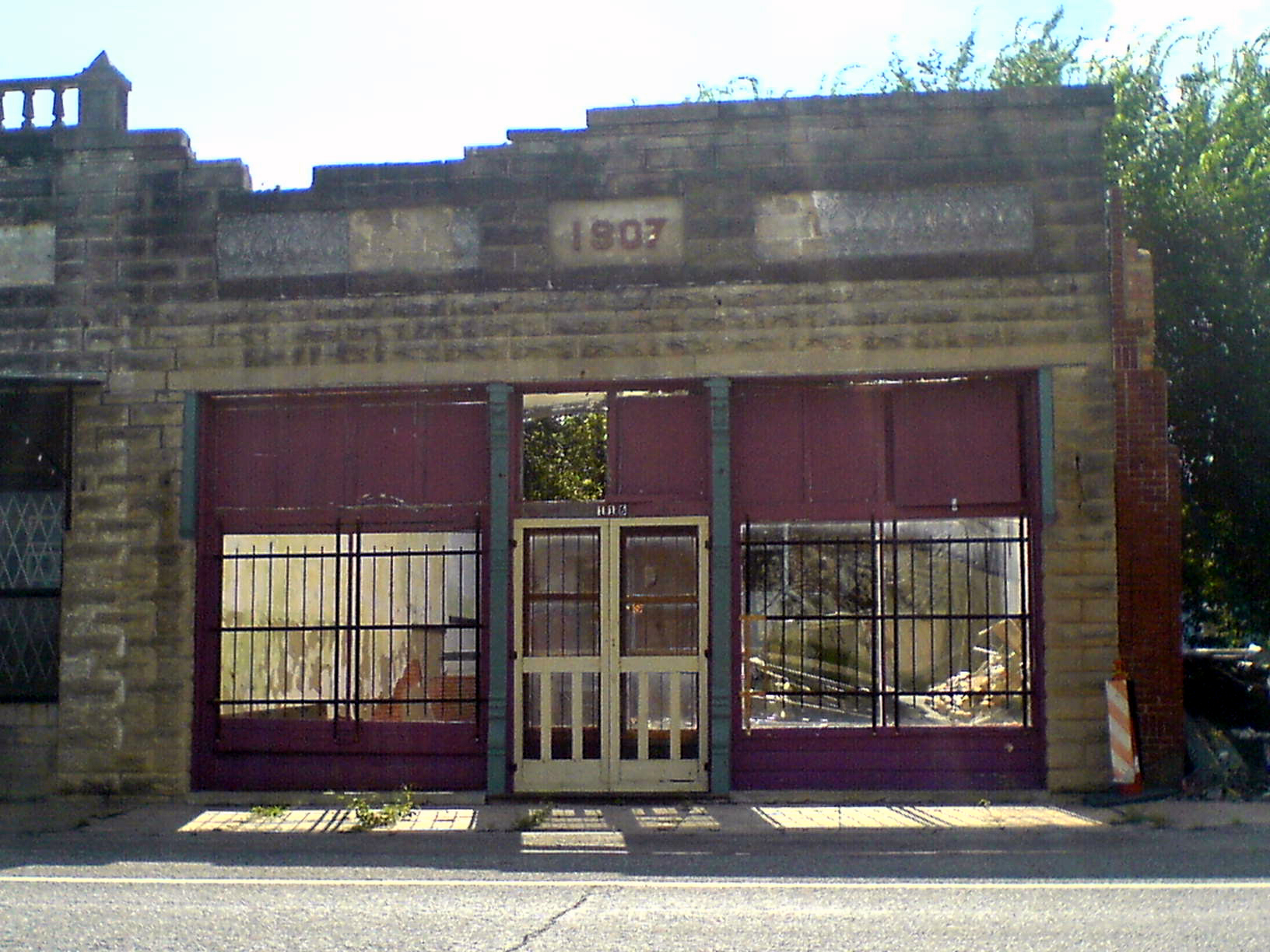
Fassade eines ehemaligen Ladens in Forreston

Die Siedlung wurde 1843 von William R. Howe gegründet, der als erster Siedler auf dem Gebiet des Ellis County gilt. Somit ist Forreston die älteste Siedlung im Ellis County. Mitte der 1840er-Jahre erhielt das Dorf nach dem General Thomas J. Chambers den Namen Chambers Creek. 1846 erhielt Chambers Creek eine Poststelle. Der Ort lag zunächst im Robertson County und war von 1846 bis 1848 Verwaltungssitz (County Seat) des aus dem Robertson County herausgebildeten Navarro County, diesen Status verlor Chambers Creek an die neu gegründete Stadt Corsicana. In den 1890er-Jahren erreichte der Bau der Missouri-Kansas-Texas Railroad das Dorf. Zu diesem Zeitpunkt gab es dort bereits eine Kirche, zwei Egreniermaschinen und mehrere Geschäfte. Mitte der 1890er-Jahre wurde Chambers Creek in Forreston umbenannt. Namenspate war Carr Forreston, der der erste Vorsteher des örtlichen Postamtes war.
Im Jahr 1904 hatte Forreston knapp über 200 Einwohner. Vor 1914 wurde die Forreston High School gegründet. In den 1920er-Jahren diente Forreston als Kirch- und Schulgemeinde für die umliegenden Bauernhöfe und als Umschlagplatz für Baumwolle. In den 1940er-Jahren erreichte die Einwohnerzahl in Forreston mit knapp 340 seinen Höchststand, seitdem fiel die Einwohnerzahl auf knapp 200 um die Jahrtausendwende. Die Einwohnerzahl von Forreston wird offiziell nicht erfasst. 1969 wurde der Schulbezirk von Forreston aufgelöst, der Ort gehört seitdem zum Waxahachie Independent School District.

## Sonstiges
Der Schauspieler Denver Pyle (1920–1997) wurde in einem nicht markierten Grab auf dem Friedhof von Forreston beerdigt.